# Army of the Trans-Mississippi
Het Zuidelijke Army of the Trans-Mississippi was een belangrijkste leger van de Geconfedereerde Staten van Amerika tijdens de Amerikaanse Burgeroorlog in het Trans-Mississippi Departement. Het was ook het laatste grote  leger die zich overgaf op 26 mei 1865, bijna twee maand na de overgave van het Army of Northern Virginia.

## Achtergrond
Het Departement of the Trans-Mississippi werd opgericht op 26 mei 1862. Het bestond uit de Zuidelijke staten ten westen van de Mississippi (Texas, Louisiana, Arkansas), de gecontesteerde staat Missouri, de Indian Territory en de Arizona Territory (die ongeveer de moderne staten van Oklahoma, New Mexico en Arizona omvat). Dit departement stond onder leiding van generaal-majoor Theophilus H. Holmes. De Trans-Mississippi was ook het gebied waar de semi-onafhankelijke Quantrill's Raiders en de Bushwhackers uit Missouri actief waren.

## Geschiedenis
Het Army of the Trans-Mississippi was tussen de 40.000 tot 50.000 soldaten sterk. Dit leger heeft deelgenomen aan onder andere de veldtocht in New Mexico onder leiding van Henry Hopkins Sibley, de Red Riverveldtocht van Nathaniel P. Banks en Prices raid. De allerlaatste veldslag van de Amerikaanse Burgeroorlog, de Slag bij Palmito Ranch op 12 en 13 mei 1865, werd gevochten door eenheden van het Army of the Trans-Mississppi.
Generaal Edmund Kirby Smith stond aan het hoofd van het leger toen het zich definitief overgaf op 26 mei 1865. De laatste eenheid van dit leger en tevens de laatste eenheid van het Confederate States Army gaf zich over op 23 juni. Dit was de 1st Cherokee Mounted Rifles onder leiding van brigadegeneraal Stand Watie.

## Organisatie en indeling
- Trans-Mississippi Army, I Corps (hoofdkwartier in Shreveport, Department of Louisiana)

Dit korps werd ingericht en aangevoerd door Simon Bolivar Buckner
- Trans-Mississippi Army, II Corps (Department of Arkansas and Missouri)

Dit korps werd opgericht op 4 augustus 1864 onder leiding van John B. Magruder.
- Trans-Mississippi Army, III Corps (hoofdkwartier in Galveston, Department of Texas)

Dit korps werd opgericht op 4 augustus 1864 onder leiding van John George Walker.
- Trans-Mississippi Army, Cavalry Corps

Het cavaleriekorps werd opgericht op 4 augustus 1864 onder leiding van Sterling Price.
- Trans-Mississippi Army, Reserve Corps

Het reserverkorps werd opgericht op 10 september 1864.